# Rivière Chacoura
Rivière Chacoura är ett vattendrag i Kanada.   Det ligger i provinsen Québec, i den sydöstra delen av landet, 230 km öster om huvudstaden Ottawa.
Trakten runt Rivière Chacoura består till största delen av jordbruksmark. Runt Rivière Chacoura är det ganska tätbefolkat, med 129 invånare per kvadratkilometer.